# 안잘리카스트라
안잘리카스트라는 힌두교의 천상의 무기이다. 안잘리카스트라는 데바들의 왕인 인드라의 개인적인 아스트라 (천상의 무기)였다. 힌두 문학에 따르면, 이 무기를 적에게 사용하면 목이 잘린다. 일부 이야기에서는 라마의 형제인 락슈마나가 같은 안잘리카스트라를 사용하여 인드라지타를 죽였다고도 한다. 이 아스트라는 마하바라타의 아르주나가 카르나를 죽이는 데 사용했을 때 언급된다.

## 라마야나
라마야나의 일부 판본에서는 메가나다 (인드라지타)가 안잘리카스트라를 사용하여 죽임을 당했다고 한다. 메가나다는 브라흐마로부터 자신이 섬기는 여신 프라티앙기라의 야즈나(불 숭배)인 "니쿰빌라 야즈나"를 마친 후, 천상의 전차를 얻게 될 것이며, 그 전차에 탑승하면 전쟁에서 어떤 적이든 물리치고 무적의 존재가 될 것이라는 축복을 받았다. 그러나 브라흐마는 이 야즈나를 파괴하는 자가 그를 죽일 것이라고 경고했다. 인드라지타는 엄격한 고행을 통해 브라흐마를 설득하여 자신에게 축복을 주도록 했고, 그 축복은 인드라지타가 14년 동안 잠을 자지 않은 사람에 의해서만 죽임을 당할 것이라는 내용이었다. 따라서 당시 락슈마나만이 그 조건을 충족하는 사람이었고, 그는 인드라지타를 죽일 자격이 있는 유일한 사람이었다. 이를 알고 비비샤나는 락슈마나에게 인드라지트의 야즈나를 파괴해달라고 요청했다. 락슈마나는 결국 인드라지트의 니쿰빌라 야즈나를 망치는 데 성공했고, 마침내 안잘리카스트라를 사용하여 메가나다를 죽였다.

## 마하바라타
쿠루크셰트라 전쟁 17일째, 카르나와 아르주나는 서로 맞서 싸우기 시작했다. 전투가 끝날 무렵, 카르나는 전차에서 내려 바퀴를 땅에서 빼내려 했다. 전차에서 내려온 카르나는 아르주나에게 잠시 화살 발사를 멈춰달라고 요청하여, 자신의 바퀴를 땅에서 빼낼 수 있도록 해달라고 했다. 이는 다르마윳다(정의로운 전쟁)의 규칙을 염두에 둔 것이었다. 그러나 크리슈나는 반대로 아르주나에게 카르나를 포함한 주요 카우라바 전사들의 손에 아비마뉴가 잔인하게 살해된 사건을 상기시키며, 아르주나에게 적에게 화살을 쏘라고 재촉했다. 이를 들은 카르나는 수많은 화살과 천상의 미사일을 아르주나에게 발사했지만, 모두 저지되었다. 마침내 아르주나는 안잘리카스트라를 꺼내어, 이 화살이 적의 패배와 죽음을 가져오기를 인드라에게 기도하며 발사했다. 이것이 바로 쿤티의 아들이 자신의 친형을 참수하는 데 사용한 바로 그 천상의 미사일이었지만, 아르주나는 당시 카르나와의 관계를 알지 못했다. 이 에피소드는 마하바라타의 카르나 파르바에 생생하게 자세히 서술되어 있다.